# Liste der Kulturdenkmäler in Roes
In der Liste der Kulturdenkmäler in Roes sind alle Kulturdenkmäler der rheinland-pfälzischen Ortsgemeinde Roes aufgeführt. Grundlage ist die Denkmalliste des Landes Rheinland-Pfalz (Stand: 21. September 2023).

## Denkmalzonen
| Bezeichnung                    | Lage                    | Baujahr  | Beschreibung | Bild                           |
| ------------------------------ | ----------------------- | -------- | --- | ------------------------------ |
| Denkmalzone Pyrmonter Zehnthof | Hauptstraße 38/83a Lage |          | ehemaliger Pyrmonter Zehnthof, vor allem aus dem 18. und 19. Jahrhundert; massives Wohnhaus mit Krüppelwalmdach; bauliche Gesamtanlage | BW                             |
| Denkmalzone Burg Pyrmont       | östlich des Ortes Lage  | vor 1225 | 1225 erwähnt, wohl von Kuno von Schönberg dem Jüngeren (1209–1225) errichtet, ab 1810 abgebrochen; Hauptburg mit zwei durch Gräben getrennte Vorburgen; runder Bergfried, 13. Jahrhundert, nördlich weitere Reste; Chor der Kapelle südlich des Schlosses erhalten, 15. Jahrhundert; Ausbau zum Schloss: Wohnhaus 1712 begonnen, ehemals dreigeschossiger Putzbau mit Walmdach, ab 1963 von Architekt Helmut Hentrich, Düsseldorf, zu Wohnzwecken unter anderem mit Flachdach wieder aufgebaut; an Südwestseite Niederburg mit zwei Rundtürmen, jenseits des Halsgrabens Vorburg mit Einbauten | weitere Bilder Fotos hochladen |

## Einzeldenkmäler
| Bezeichnung                           | Lage                                                                      | Baujahr                             | Beschreibung | Bild                                    |
| ------------------------------------- | ------------------------------------------------------------------------- | ----------------------------------- | --- | --------------------------------------- |
| Katholische Filialkirche St. Aegidius | Kirchstraße 2 Lage                                                        | 1861/62                             | Saalbau, Bruchstein, 1861/62                                                                                            | BW                                      |
| Wegekreuz                             | östlich des Ortes an der K 27 bei den Pyrmonterhöfen Lage                 | 1603                                | Wegekreuz, Basalt, bezeichnet 1603                                                                                      | BW                                      |
| Wegekreuz                             | nordöstlich des Ortes an der K 26 Lage                                    | 1758                                | Wegekreuz, Basalt, bezeichnet 1758                                                                                      | BW                                      |
| Pyrmonter Mühle                       | östlich des Ortes und südöstlich der Burg Pyrmont Lage                    | 18. oder 19. Jahrhundert            | Fachwerkhaus, teilweise massiv, Krüppelwalmdach, 18. oder 19. Jahrhundert                                               | weitere Bilder Fotos hochladen          |
| Brücke mit Brückenkapelle             | östlich des Ortes bei der Pyrmonter Mühle Lage                            | 20. Jahrhundert                     | Brücke mit Brückenkapelle, 20. Jahrhundert, darin barockes Dreifaltigkeitsrelief; Wegekreuz; skulptierter Basaltpfeiler | weitere Bilder Fotos hochladen          |
| Wegekreuz                             | südlich des Ortes an der Kreuzung von L 109 und K 26 Lage                 | 1847                                | Wegekreuz, bezeichnet 1847                                                                                              | BW                                      |
| Meilenstein                           | südlich des Ortes an der Kreuzung von L 109 und K 26 Lage                 | erstes Drittel des 19. Jahrhunderts | Meilenstein, Obelisk, erstes Drittel des 19. Jahrhunderts                                                               | Fotos hochladen                         |
| Wegekreuz                             | südlich des Ortes an der K 26                                             | 17. Jahrhundert                     | Wegekreuz, Basalt, 17. Jahrhundert                                                                                      | Direkt Bild zu diesem Denkmal hochladen |
| Wegekreuz                             | südlich des Ortes an der K 26                                             | 17. oder 18. Jahrhundert            | Wegekreuz, 17. oder 18. Jahrhundert                                                                                     | Direkt Bild zu diesem Denkmal hochladen |
| Schwanenkirche                        | südlich des Ortes an der K 26 (Schwanenkirche 3) Lage                     | 1952                                | Wallfahrtskirche; Saalbau, 1952, Architekt Karl Peter Böhr; Wegekreuz, bezeichnet 1705                                  | weitere Bilder Fotos hochladen          |
| Wegekreuz                             | südlich des Ortes an der K 26 auf dem Friedhof an der Schwanenkirche Lage | 1697                                | Wegekreuz, Basalt, bezeichnet 1697                                                                                      | BW                                      |